# Chaos (exogéologie)
Pour les articles homonymes, voir Chaos.

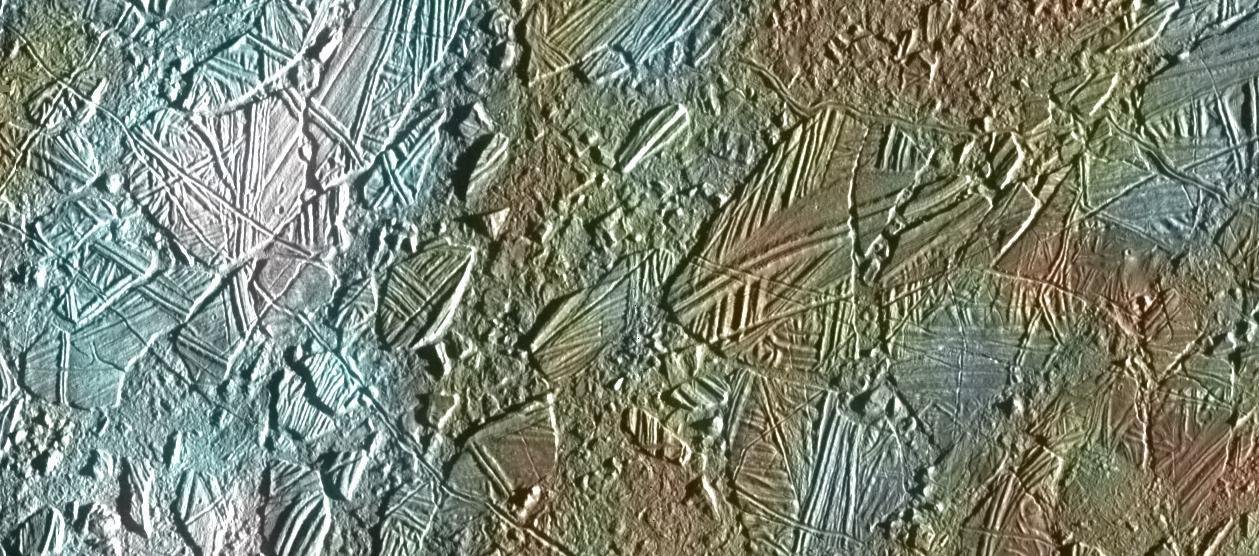
Conamara Chaos sur Europe.

En exogéologie, un terrain chaotique (ou terrain de chaos) est une surface planétaire où les zones de crêtes, de fissures et de plaines sont confuses et mêlées les unes aux autres. Dans la nomenclature scientifique, le « chaos » est utilisé comme composant des noms propres (par exemple, Aureum Chaos (en) sur Mars.).
On retrouve un grand nombre de chaos sur Mars ainsi que sur Europe, la lune de Jupiter.

## Formation
Les causes précises de la formation des chaos ne sont pas encore bien connues. 
En 2004, une équipe de chercheurs mentionne que la pénétration d'impacts cosmiques dans une croûte ductile ou liquide pourrait expliquer les chaos sur Europe. En novembre 2011, une équipe de chercheurs publie un article dans Nature qui suggère que plusieurs chaos présents sur Europe sont situés sur de grands lacs d'eau liquide. Ces lacs seraient entièrement enfermés dans l'enveloppe externe et glaciale du satellite et, plus bas dans la couche de glace, il existe probablement un océan liquide. 
Sur Mars, les terrains chaotiques se seraient formés il y a longtemps. En comptant les cratères et en étudiant les relations avec d'autres facteurs géologiques, des scientifiques ont conclu qu'ils auraient été formés il y a 2,0 à 3,8 milliards d’années. Sur cette planète, les terrains chaotiques seraient associés à la libération de grandes quantités d'eau qui auraient formé ces terrains lorsqu'elle est sortie à la surface. Les chaos de Mars sont dispersés un peu partout sur la planète et donnent l’impression que le sol a été modifié brusquement. 

## Liste de chaos

### Mars
- Aram Chaos
- Aromatum Chaos
- Arsinoes Chaos
- Atlantis Chaos
- Aureum Chaos
- Aurorae Chaos
- Candor Chaos
- Echus Chaos
- Eos Chaos
- Galaxias Chaos
- Gorgonum Chaos
- Hellas Chaos
- Hydaspis Chaos
- Hydraotes Chaos
- Iamuna Chaos
- Iani Chaos
- Ister Chaos
- Margaritifer Chaos
- Nilus Chaos
- Oxia Chaos
- Pyrrhae Chaos

### Europe
- Conamara Chaos
- Murias Chaos

## Images de chaos

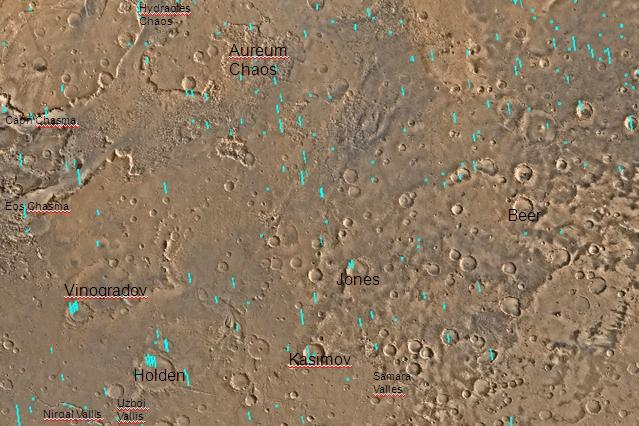
Carte de Margaritifer sinus carré avec des caractéristiques majeures étiquetées. Aureum Chaos est proche du haut de la carte.
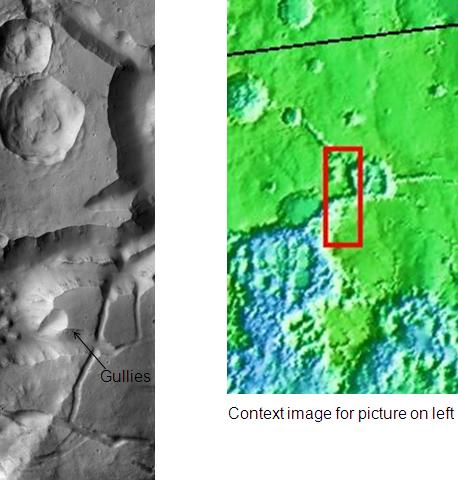
Les énormes canyons  de Chaos Aureum, comme on le voit par THEMIS . Les ravins sont rares à cette latitude. Image de Margaritifer sinus carré.
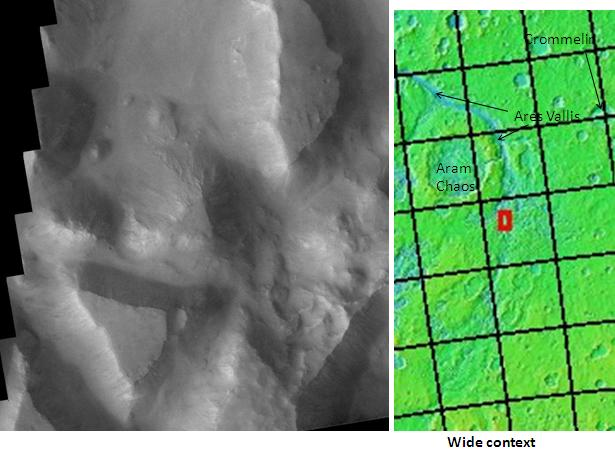
Iani Chaos, photo prise par THEMIS . Le sable des mesas en érosion est  le matériau le plus lumineux du sol. Cliquez sur l'image pour voir la relation du Chaos Iani et d'autres caractéristiques locales. Image de Margaritifer sinus carré.
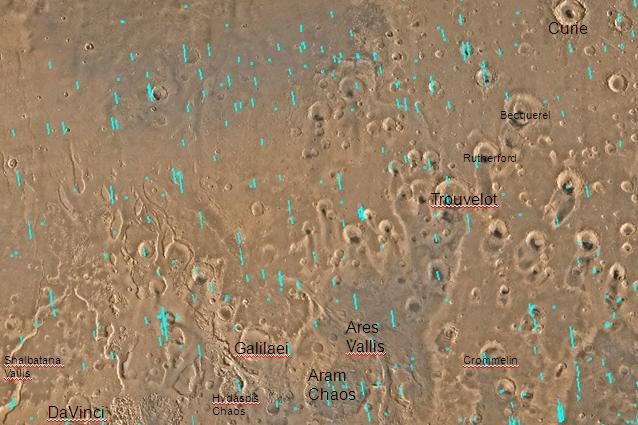
Quadrangle carte de Oxia Palus étiqueté avec des caractéristiques majeures. Ce quadrilatère contient de nombreuses zones effondrées de chaos et de nombreux canaux d'écoulement (anciennes vallées fluviales).
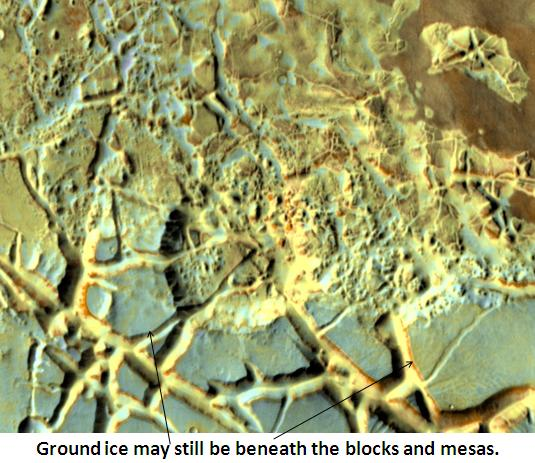
Ici, des blocs montrent une source d'eau possible dans l'Aram. Photo prise par THEMIS. (Image du quadrilatère Oxia Palus.)
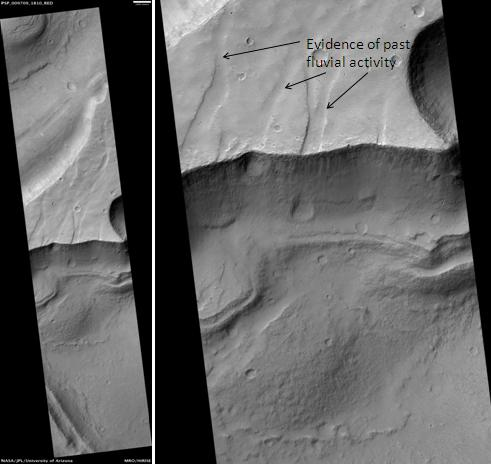
Chaos Hydraotes, comme on le voit par HiRISE. La barre d'échelle mesure 1000 mètres de long. (Image du quadrilatère Oxia Palus.)
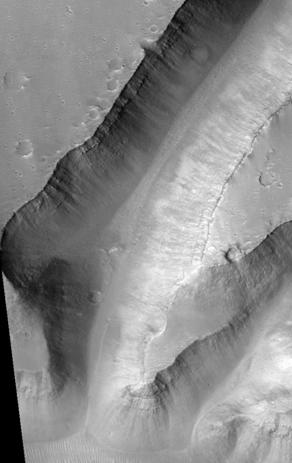
Hydaspis Chaos, image prise par HiRISE. (Image du quadrilatère Oxia Palus.)
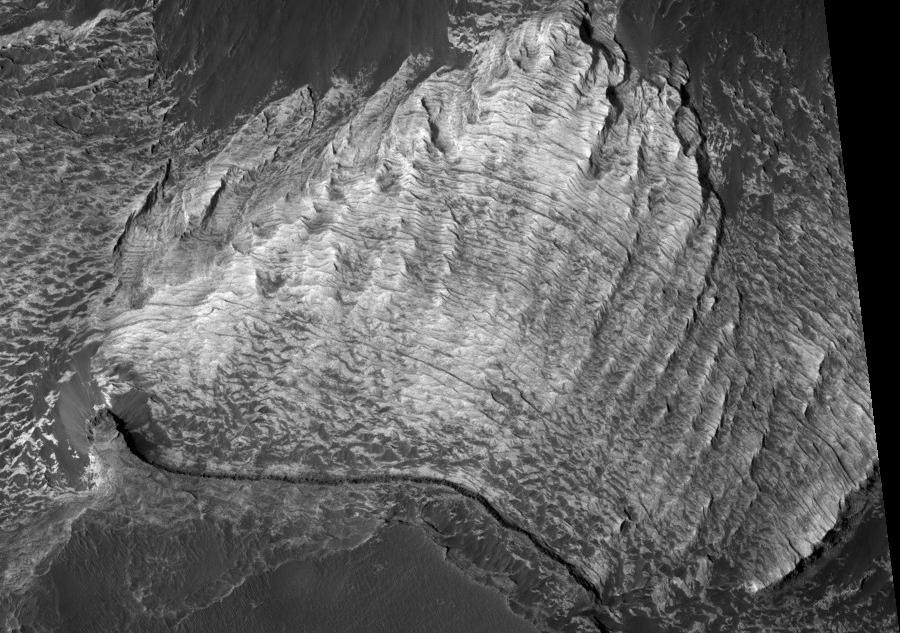
Couches de lumière colorées dans Eos Chaos, photo prise par HiRISE .(Image du quadrilatère Oxia Palus.)
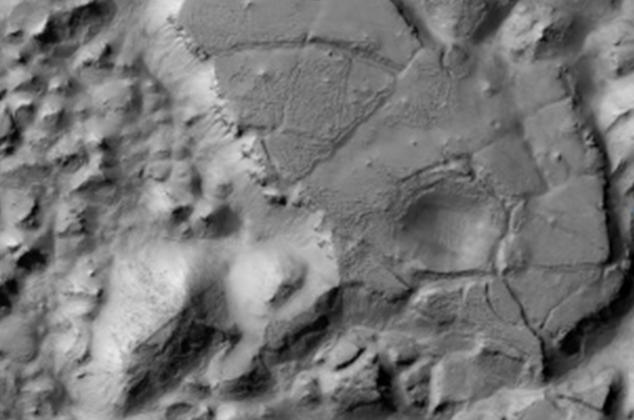
Chaos Gorgonum vu par HiRISE. L'image a une échelle de 4 km de large et se situe dans le quadrilatère Phaethontis.
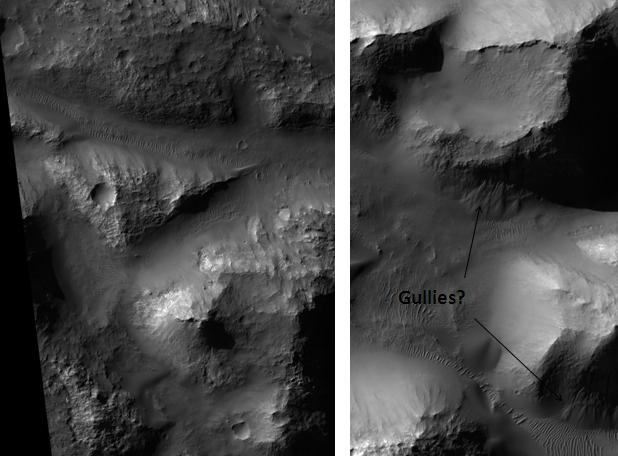
Atlantis Chaos, comme on le voit par HiRISE . Les deux images sont des parties différentes de l'image originale. Elles ont des échelles différentes. Image du quadrilatère Phaethontis.
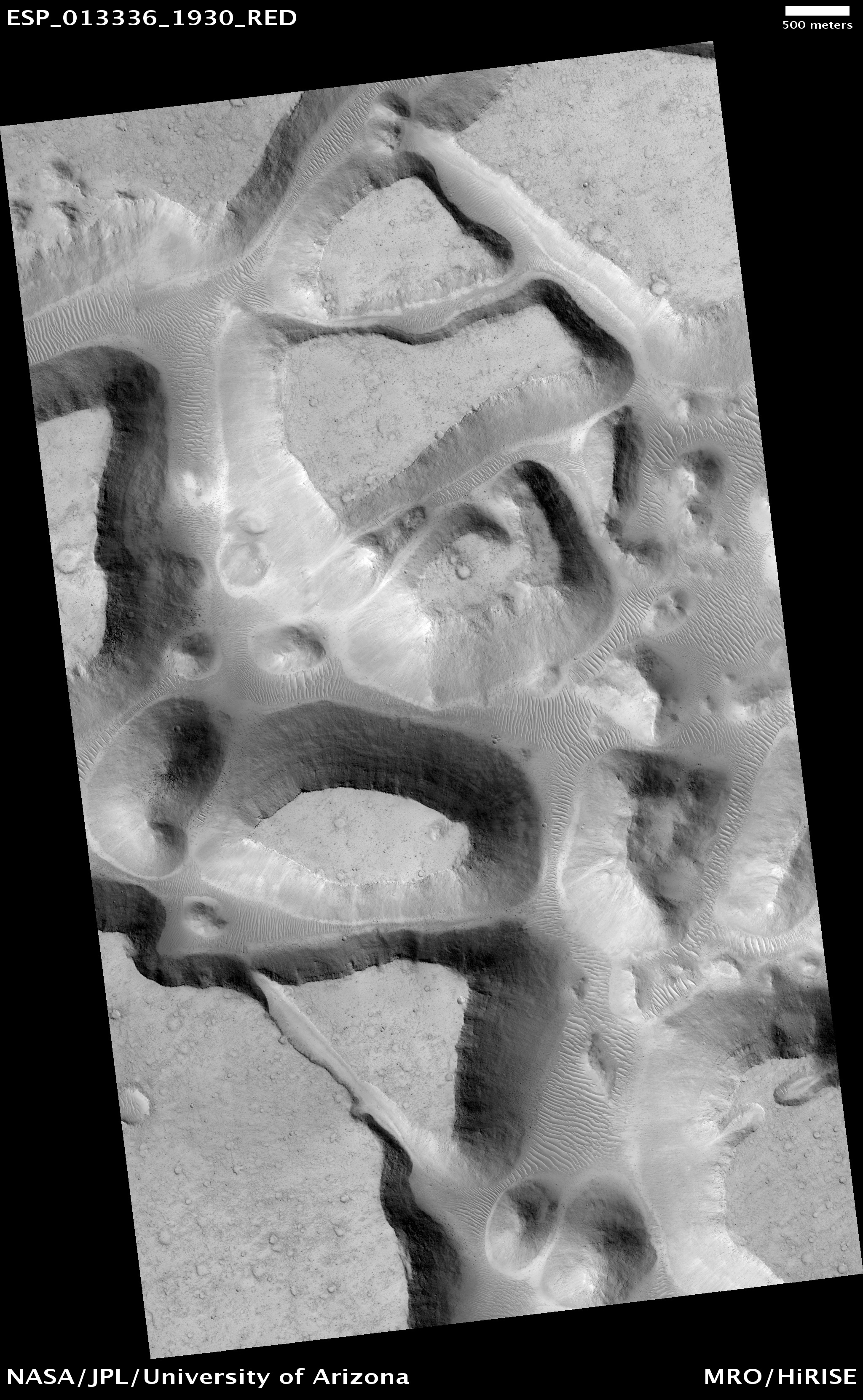
Ister Chaos, vu par HiRISE. L'emplacement est dans le quadrilatère Lunae Palus.